# 伊美·科斯貝治
伊美·彼得·科斯貝治（瑞典語：Emil Peter Forsberg，1991年10月23日—），出生於松茲瓦爾，瑞典職業足球員，司職翼鋒，現時效力美職聯球會紐約紅牛，瑞典國家足球隊成員。

## 俱樂部生涯
2013年球季從家鄉球會松茲瓦爾加盟馬模後，夥拍前英超射手罗森贝里攻堅，為球隊攻力的保證，他們的出色表現更助馬模十多年來再度打入歐聯分組賽。
其後2015年獲得德乙球隊RB萊比錫垂青，並且率隊以乙組亞軍之姿一舉殺入德甲聯賽，讓萊比錫成為德東地區八年來首個重返最高級別聯賽的城市。
2021年4月30日，黃喜燦在德国足协杯對陣文達不來梅的四強賽貢獻一進球一助攻，而科斯貝治在第121分鐘踢進關鍵一球，兩人成為帶領RB萊比錫進決賽的功臣。

## 國家隊生涯
2018年7月3日，科斯贝治在2018年世界盃16強對上瑞士1-0的比賽中在66分钟射入全场唯一一球，幫助球隊出線8強。
2021年6月23日，科斯貝治在2020年歐洲國家盃分組賽對上波蘭3-2的比賽中梅開二度踢進兩球，幫助球隊以小組第一之姿前進十六強賽。

## 榮譽

### 球會
馬爾摩
- 瑞典足球超级联赛冠軍：2013、2014
- 瑞典超級盃冠軍：2013、2014

 RB萊比錫
- 德國足協盃冠軍：2021-22賽季

### 個人
- 瑞典足球超级联赛年度最佳中場：2014
- 瑞典年度最佳中場：2016、2017、2019
- 瑞典金球獎：2021

## 外部連結
- 伊美·科斯貝治在BDFutbol中的档案
- Soccerway資料庫：伊美·科斯貝治